# Orfeó Català de Mèxic

El Orféon Catalán de México.

El Orfeó Català de Mèxic es una entidad social, musical y cultural de los catalanes residentes en la ciudad de México. Se fundó en 1906 como continuación del Centre Català creado en 1905 por el Quintet Jordà-Rocabruna, un grupo de albañiles catalanes que habían trabajado en la reconstrucción de la ciudad californiana de San Francisco, promovidos por los músicos Guillem Ferrer i Clavé, Josep Rocabruna i Valdivieso y Luis Gonzaga Jordá. Ha llegado a tener un millar de socios.

## Historia
El primer consejo directivo, fue presidido por Enric Botey. Desde el inicio la sección más importante fue la masa coral, dirigida por Guillem Ferrer Clavé, nieto de Anselm Clavé; también organizó otras actividades, como veladas literarias, conferencias, excursiones, representaciones teatrales y líricas (con Virginia Fábregas y Esperanza Iris) y celebraron las principales fiestas oficiales de Cataluña y México.
Durante la revolución mexicana (1910-1917) promovió dos revistas en catalán Catalònia (4 de septiembre de 1912), y Catalunya a Mèjic, y a partir de 1914, órgano oficial de la entidad y de aparición mensual. Se crearon como secciones la Agrupación Catalana de Arte Dramático, Club Cataluña de Deportes y el Grupo Excursionista, y en 1919, con el apoyo económico del empresario catalán Arturo Mundet y Esmeralda Cervantes Cerdá, se creó la mutualidad Secció d'Auxilis de l'Orfeó Català SA.
Desde 1929, sin embargo, la entidad vivió una crisis económica importante, que resolvió gracias a Bertran de Quintana, quien también promovió las recogidas de dinero y víveres para los refugiados durante la guerra civil española.
Con la llegada de los primeros refugiados catalanes en junio de 1939 se inició una nueva etapa. Se crearon nuevas secciones y se revitalizan las antiguas. El grupo coral fue dirigido por Narcís Costa i Horts y la Agrupación Catalana de Arte Dramático se reorganizó con la colaboración de Avel·lí Artís i Balaguer, Emma Alonso y Manuel Fontanals. Promovió la edición de las revistas en catalán Full Català, Quaderns de l'exili, Revista dels Catalans d'Amèrica, Revista de Catalunya, Lletres, Pont Blau y Xaloc. Además, Josep Tomàs i Piera creó la Comunidad Catalana de México con el objetivo reunir a los catalanes, mantener viva la cultura catalana y apoyar las reivindicaciones catalanistas al margen de los partidos. Miquel Ferrer Sanxis fue su secretario del órgano de difusión de sus ideas en el diario El Poble Català (1941-53). Asimismo, también se editó Orfeó; boletín del Orfeó Català de Mèxic, en catalán, editada en la Ciudad de México entre 1943 y 1955. También se estableció una filial del Consejo Nacional Catalán de Londres.
Aquellos años fueron muy fructíferos, ya que se crearon numerosas entidades cívicas y culturales, como la Unió de Periodistas de Cataluña, que publicó el Boletín de la Unión de Periodistas de Cataluña en México (1947), el Club del Libro Catalán, el Pen Club Catalán de México y el Instituto Catalán de Cultura. Ahí coincidieron un grupo muy importante de políticos, intelectuales y científicos catalanes como Pere Bosch i Gimpera, Jaume Serra y Húnter, Carner, August Pi i Sunyer, Lluís Nicolau d'Olwer, Jaume Aiguader i Miró, Víctor Alba, Salvador Armendia, Lluís Aymamí y Baudina, Agustí Bartra, Artur Bladé y Desumvila, Dalmau Costa y Vilanova, Odó Duran de Ocon, Pere Foix, Bartomeu Costa-Amic, Josep M. Francés, Eduard Nicol, Vicenç Riera Llorca, Marcel y Miquel Santaló y Joaquim Xirau i Palau. La entidad organizó en 1956, en Veracruz, a través, particularmente de José García Borrás y Enrique Gimeno, un gran recibimiento a Pau Casals a quien Cuba, Puerto Rico y México rendían tributo, y quien estrenó el oratorio El Pesebre en Acapulco (1960) como loa a la paz mundial, en agradecimiento al pueblo mexicano por el acogimiento del exilio español.
La Masa Coral del Orféón Catalán de México se fundó al mismo tiempo que la institución, en 1906. Siendo masculino por décadas, el grupo vocal se enriquece con la llegada del exilio español. A partir de los años cuarenta, la masa coral vive un creciente auge con presentaciones exitosas en toda la república. En los cincuenta, bajo la calificada batuta del joven director Enrique Gimeno, el coro tiene su momento de mayor esplendor, con más de ochenta coristas, en decenas de conciertos, recitales conmemorativos (el centenario del Himno Nacional Mexicano, en el Palacio de las Bellas Artes, los Juegos Florales de la Lengua Catalana) y grabaciones discográficas. El propio Gimeno llamaría al coro para participar en la emisión televisiva de El Pesebre de Pau Casals en vivo, en 1973, vía satélite a todo el mundo. Prestigiosos directores como Narcis Costa - Horts (que codirigiría el estreno del citado Pesebre de Casals), y Baltasar Samper dirigieron el coro.
En 1962 se publicó la revista Orfeó Catalán. Portavoz de los catalanes de México (1962-1974), dirigida por Joan Potau y participó activamente en la organización de los Juegos Florales de la Lengua Catalana en la Ciudad de México de 1942, 1957 y 1973 y también a los de Guadalajara de 1969. También organizó en 1971 un homenaje al presidente de México Lázaro Cárdenas del Río. En 1974 se inauguró la nueva sede en la llamada Nueva Hogar Catalana, bajo la presidencia de César Pi-Sunyer y Bayo. La entidad alcanzó prestigio en el interior de Cataluña y fue visitada por el insigne barítono Manuel Ausensi, Raimon, Gloria Lasso, Aurora Bautista, Montserrat Caballé y el equipo del FC Barcelona.
A la muerte de Francisco Franco hubo mucha actividad. Dictaron conferencias Heribert Barrera, Narcís Serra, Jordi Solé Tura, Jordi Pujol, Miquel Roca i Junyent, Aina Moll y Enric Gimeno, entre otros. Con la colaboración de la Generalidad de Cataluña, en 1984 se celebraron las Primeras Jornadas de Cataluña en México, con la exposición Artistas Catalanes Contemporáneos, inaugurada por el entonces consejero Max Cahner, con la exposición de Modest Cuixart en el Museo Nacional de Arte y conferencias de Joan Oró, Jaume Sobrequés, Xavier Rubert de Ventós y César Pi-Sunyer y Bayo. En 1986 recibió la Cruz de Sant Jordi de la Generalidad de Cataluña. En 1989 Miquel Martín y Soler publicó  L'Orfeó Català de Mèxic (1906-86), historia de la entidad.
En este último período, al tiempo que se incrementan notablemente las relaciones institucionales del Orfeó y su función de embajada oficiosa de la Generalidad en México, decae la vida de las secciones, pero se mantiene el nivel de actividades culturales, con proyecciones de películas, conferencias, conciertos, exposiciones, mesas redondas, homenajes, concursos literarios y fotográficos, etc.
Se ha recibido una serie de visitas de rectores de universidades catalanas, grupos corales, grupos, consejeros del gobierno, etcétera. En el año 2003 lo visitan Artur Mas y Josep Lluís Carod-Rovira, candidatos a la presidencia de la Generalidad. El Orfeó ha presentado recitales poéticos con el escritor y poeta Ramón Xirau, con el locutor Carlos Fuentes Argüelles; cursos de astronomía y exposiciones pictóricas, además de muchísimas actividades culturales.
En los últimos años se incrementan las relaciones con la colectividad cultural mexicana, con los servicios de acceso a la Biblioteca Pompeu Fabra, en la filmoteca, en las clases de catalán (con gran éxito el punto de que hoy tenemos más de 120 alumnos al año), la oficina del CAT365, el restaurante de la casa, la Asociación de Escritores y el premio anual de narrativa corta "Tirante el Blanco", otorgando premios en catalán y castellano, la Peña Barcelonista, convenios con varias universidades mexicanas y con El Colegio de Jalisco, etcétera.
En el año 2006, en el centenario de su fundación se publicó el libro Catalunya fora de Catalunya, Cent anys de l'Orfeó Català de Mèxic, como una memoria visual de la vida de la entidad, en el prólogo escribió Miquel Martín y Soler: El Orfeó siempre ha sido una especie de embajada o de consulado de Catalunya en México, amparado como estaba por el hecho de que el gobierno mexicano jamás reconoció al gobierno de Francisco Franco. Cada 11 de septiembre, el Orfeó deposita una ofrenda floral en el monumento a la Independencia, de la misma manera como lo hacen las embajadas de todos los países el día de sus respectivas fiestas nacionales.